# Фрейшинью
Фрейшинью (порт. Freixinho)  —  район (фрегезия) в Португалии,  входит в округ Визеу. Является составной частью муниципалитета  Сернанселье. Находится в составе крупной городской агломерации Большое Визеу. По старому административному делению входил в провинцию Бейра-Алта. Входит в экономико-статистический  субрегион Доуру, который входит в Северный регион. Население составляет 152 человека на 2001 год. Занимает площадь 5,81 км².
Покровителем района считается Архангел Михаил (порт. São Miguel). 